# バンク・オブ・アメリカ・タワー (ニューヨーク)
バンク・オブ・アメリカ・タワー(Bank of America Tower at One Bryant Park)は、アメリカ合衆国ニューヨーク市マンハッタンのミッドタウンに建つ超高層ビルである。2009年に完成した。

## 概要
6番街のブライアント・パークの向かい、42丁目と43丁目の間に位置している。2004年に着工、2009年に竣工した。全高は366m、軒高は287.9m、54階建てである。2013年現在、ニューヨーク市で、1 ワールドトレードセンターとエンパイア・ステート・ビルディングに次いで3番目に高いビルである。
環境に配慮したビルで、氷を用いた冷房システムを採用した。また、高層ビル・都市居住協議会より2010 Best Tall Building Americas awardを受賞している。